# Maria Bernarda Bütler
Maria Bernarda Bütler (ur. 28 maja 1848 w Auw w Szwajcarii, zm. 19 maja 1924 w Cartagena de Indias w Kolumbii) – szwajcarska zakonnica, misjonarka, założycielka Franciszkanek Misjonarek Maryi Wspomożycielki, Święta Kościoła katolickiego.

## Życiorys
Verena Bütler była czwartym dzieckiem Henryka i Katarzyny Bütler. Mając 7 lat zaczęła uczęszczać do szkoły. W dniu 16 kwietnia 1860 roku przystąpiła do pierwszej Komunii Świętej. Za namową proboszcza, 12 listopada 1867 roku wstąpiła do klasztoru franciszkanów Maryi Wspomożycielki i 4 maja 1868 roku przyjęła habit franciszkański i otrzymała imię zakonne Maria Bernarda od Najświętszego Serca Maryi. 19 czerwca 1888 roku udała się do Ekwadoru i założyła zgromadzenie Sióstr Franciszkanek Misjonarek Maryi Wspomożycielki. Zmarła mając 76 lat, w opinii świętości.
Została beatyfikowana przez papieża Jana Pawła II w dniu 29 października 1995 roku, a kanonizowana przez papieża Benedykta XVI w dniu 12 października 2008 roku.